# Нормен Спінред
Нормен Річард Спінред (англ. Norman Spinrad; рід. 15 вересня 1940) — американський письменник-фантаст. Лауреат премії «Юпітер», володар французького призу «Аполло».

## Життєпис
Народився у Нью-Йорку. Навчався в університеті  Bronx High School of Science  (Нью-Йорк), в 1961 р отримав диплом бакалавр а. Працював літературним агентом. З 1963 р сам став писати фантастику (перша публікація — розповідь «Останній циган» в журналі «Analog», травень 1963 р). У своїй творчості постійно звертається до тем сексу, влади і грошей; вводить у текст елементи соціальної сатири (романи «Соляріане», «Агент хаосу», «Люди в джунглях», «Залізна мрія», «Зоряні пісні», «Маленькі герої», «Російська весна», збірки оповідань «Останнє» Ура «Золотої орди», «Зоряно-смугасте майбутнє»).
У 1966 році з Нью-Йорку переїхав до Сан-Франциско, потім до Лос-Анджелеса. Зараз проживає у Парижі. Двічі бував у Москві: в 1989 та у 1992 роках.
З 1972 по 1974 був віце-президентом, а з 1980 по 1982 — президентом Асоціації американських письменників-фантастів.
З 1990 по 2005 рік був одружений із письменницею Лі Вуд, розлучився.

### Романи
- Солярійці  ( The Solarians ) (1966)
- Агент хаосу ( Agent of Chaos ) (1967)
- Люди у джунглях ( The Men in the Jungle ) (1967)
- Жук Джек Беррон ( Bug Jack Barron ) (1969)
- Залізна мрія ( The Iron Dream ) (1972) — Премія «Аполло» 1974 року
- Проходячи крізь полум'я ( Passing through the Flame ) (1975)
- Верхи на ліхтарі ( Riding the Torch ) (1978)
- Проміжний світ  ( A World Between ) (1979)
- Пісні з зірок ( Songs from the Stars ) (1980)
- Гра розуму ( The Mind Game ) (1980)
- Оповідь капітана Порожнечі ( The Void Captain's Tale ) (1983)
- Дитя удачі[en]  ( Child of Fortune ) (1985)
- Маленькі герої[en] ( Little Heroes ) (1987)
- Діти Гемелін ( Children of Hamelin ) (1991)
- Російська весна  ( Russian Spring ) (1991)
- Deus Ex ( Deus X ) (1993)
- Фотографії в 11 ( Pictures at 11 ) (1994)
- Щоденники чумних років ( Journals of the Plague Years ) (1995)
- Літо Грінхауса ( Greenhouse Summer ) (1999)
- Він ходив серед нас ( He walked among us ) (2003)
- Король-друїд[en] ( The Druid King ) (2003)
- Мексика ( Mexica ) (2005)

### Збірки
- Останнє Ура Золотої Орди ( The Last Hurrah of the Golden Horde ) (1970)
- Дороги додому немає ( No Direction Home ) (May 1975)
- Майбутнє, засіяне зорями ( The Star-Spangled Future ) (1979)
- Інші Америки ( Other Americas ) (1988)
- Вампір-наркоман ( Vampire Junkies ) (1994)

Оповідання «Додолу, до кролячої нори.» ( Down the Rabbit Hole ) (1966) була опублікована в антології  The War Book  (під редакцією Джеймса Салліса, 1969).

### Сценарії серіалів
- «Машина страшного суду» ( Зоряний шлях: Оригінальний серіал )
- «Tag Team» ( Land of the Lost )

### Нехудожня проза
- Science Fiction in the Real World . Carbondale, IL: Southern Illinois University Press, 1990.

## Вшанування
На честь Нормена Спінреда названо відкритий 2004 року французьким астрономом Бернаром Крістофом астероїд 186835 Норменспінред